# 2-й гвардейский механизированный корпус
2-й гвардейский механизированный Николаевско-Будапештский Краснознамённый ордена Суворова корпус — гвардейское оперативное войсковое формирование (соединение, механизированный корпус) РККА, в составе ВС СССР.
Сокращённое наименование — 2 гв. мехк.

## История
2-й гвардейский механизированный корпус начал своё формирование приказом Наркома Обороны Союза ССР № 00220, от 22 октября 1942 года, на базе 22-й гвардейской стрелковой дивизии, выводимой из состава Брянского фронта. Формирование шло в Моршанске, завершившееся 25-го ноября 1942 года. Танковые части мехкорпуса формировались из 131-й, 217-й и 246-й танковых бригад.

### Сталинградская битва. Боевое крещение
Боевое крещение корпуса произошло под Сталинградом при отражении попытки деблокирования 6-й полевой армии ВС нацистской Германии.
Немецкая наступательная группировка под командованием фельдмаршала Манштейна имела следующий состав:
- 6-я танковая дивизия
- 23-я танковая дивизия
- 15-я авиаполевая дивизия
- отдельный танковый батальон, сформированный из танков Т-VI «Тигр»
- Фланговое обеспечение: 6-й и 7-й румынские армейские корпуса.[1]

Операция по деблокированию началась 12 декабря 1942 года. Наступление имело успех и угрожало разрывом блокады 6-й армии вермахта.
24 декабря началось контрнаступление Красной армии силами 2-й гвардейской и 51-й армии.
2-й гвардейский механизированный корпус (в дальнейшем — 2 гв.мк) и 7-й танковый корпус продвигались вдоль дороги Громославка — Шестаков и оттеснили противника к реке Аксай, затем форсировали реку Аксай. В ходе боёв были заняты следующие населённые пункты: Антонов, Шестаков, Ромашкин, Кругляков. 28 декабря мехкорпус был переброшен на правый фланг, для подготовки наступления на Тормосин. Атака началась 30 декабря и Тормосин был взят. Потери противника составили два пехотных полка, 12 орудий, 8 танков, 4 автомашин и около 300 пленных.

В дальнейшем в ходе отражения контратак противника передовыми отрядами 2 гв.мк под командованием майора Матвиенко удалось уничтожить ещё до 400 солдат и офицеров противника.
По результатам боёв 2 гв.мк на юго-западном направлении потери противника составили:
- 21 танк
- 25 стволов артиллерии разного калибра
- 10 миномётов
- 20 автомашин
- 6 самолётов
- около 1000 солдат и офицеров.

За смелые и решительные действия личному составу гвардейского формирования приказом главнокомандующего объявлена благодарность.

### Ростовское направление
В январе 1943 года была сформирована механизированная группа (МГ) «Дон» под командованием генерала П. А. Ротмистрова. в состав которой вошёл 2 гв. мк. В задачи МГ входило 17 января нанести удар в направлении Батайска и 18 января овладеть Ростовом. В составе группы «Дон» 2 гв. мк воевал с 14 по 28 января 1943 года, взаимодействуя с частями 3-го гвардейского корпуса и 33-й гвардейской стрелковой дивизии.
Противостоящие силы:
- 23-я танковая дивизия
- 17-я танковая дивизия
- отдельные подразделения 5-й танковой дивизии СС «Викинг»[4].

Самые тяжёлые бои произошли на Маныче. За эти бои 2 гв. мк получил благодарность Главнокомандующего в составе войск фронта.
28 января 1943 года 2 гв. мк был выведен в армейский резерв на пополнение. О понесённых потерях косвенно могут говорить потери в 4-й гвардейской механизированной бригаде. В стою бригады осталось всего 150 военнослужащих, одна 76-мм пушка и несколько миномётов.
К 9 января 6-я механизированная бригада 2-го гв. мк развивает наступление на станицу Заплавскую, а 4-я и 5-я мехбригады воюют южнее Новочеркасска. 13 февраля в результате продолжительных боёв Новочеркасск был захвачен (взят), и силами 2 гв. мк началось преследование противника.
К 23 февраля 2 гв. мк вышел к рубежам на реке Миус. 3 марта 1943 года мехкорпус выведен в резерв на пополнение и обучение. Пополнена 4-я бригада и получено 184 танка.
В период с 8 января 1943 года по 3 марта 1943 года в результате действий соединения противник понёс следующие потери:
- 71 танк
- 13 бронемашин
- 126 автомашин
- 3 самолёта
- 4420 солдат и офицеров[6].

В середине июня получено пополнение танками «подарочная танковая колонна» (Т-34) «Донской казак» (на средства, собранные жителями в Ростовской области). Проводятся постоянные учения.

### Донбасская стратегическая наступательная операция
2 гв.мк входил в состав 2-й гвардейской армии, рубежи которой были по реке Миус на участке Дмитриевка — Куйбышево, во втором эшелоне. 2 гв.мк должен был вести наступление в первом эшелоне правого фланга армии.
Силы противника:
- 3-я моторизованная дивизия СС «Мёртвая голова»;
- 2-я моторизованная дивизия СС «Рейх»;
- 3-я танковая дивизия;
- 16-я моторизованная дивизия
- 302-я пехотная дивизия
- 294-я пехотная дивизия
- 17-я пехотная дивизия[7].

Операция по прорыву Миус-фронта началась 17 июля 1943 года. Первый эшелон наступления встретил возросшее сопротивление противника, и командование ввело в бой второй эшелон — 2-ю гвардейскую армию. Бригады 2 гв.мк совместно с 13-м стрелковым, 1-м и 2-м мехкорпусами прорывали оборону в районе Степановки и Мариновки, силы 6-й бригады были направлены на Мариновку, а 5-й и 4-й на Степановку. В Мариновке взводу под командованием лейтенанта Каневского удалось захватить штабную документацию. За бои в районе Мариновки были орденами и медалями награждены более 200 бойцов и офицеров.
Затем корпус был переброшен в район Камышевахи.
25-й гвардейский полк потерял три машины (Т-34) в ходе сосредоточения сил в балке Ольховская, в районе села Крутой Яр.
4-я гвардейская механизированная бригада прорывала оборону населённого пункта «Саур-Могила». с 23-го по 30 августа 1943 года участвует в боях за Таганрог. За эти бои получила благодарность Верховного Главнокомандующего.
6-я гвардейская механизированная бригада вклинилась в оборону противника и заняла населённые пункты Ямщицкий, Успенская, Каширский.
4 гвардейская механизированная бригада и 37 гвардейская танковая бригада 2-го гвардейского механизированного корпуса с запада, а 5 и 6 гвардейские механизированные бригады 2-го гвардейского механизированного корпуса с севера в ночь с 28 на 29 августа 1943 года овладели Анастасиевка (Ростовская область) . Источник: Отчёты о боевых действиях. № документа: 1124, Дата создания документа: 07.09.1943 г. Архив: ЦАМО, Фонд: 3426, Опись: 0000001, Дело: 0013, Лист начала документа в деле: 163, Авторы документа: 2 гв. мк, гв. полковник Креславский.
7 сентября 1943 года соединения корпуса, взаимодействуя с 13-м и 1-м гвардейскими ск, прорвали оборону противника в районе Кошелева и к утру 8 сентября овладели Александровкой и ворвались на юго-западные окраины Сталино (Донецк).
Дальнейшее наступление планировалось двумя(почему тогда ниже перечислены три формирования?) соединениями:
- 4-я гвардейская механизированная бригада, 37 гвардейская танковая бригада, 1509-го истребительно-противотанкового артиллерийского полка: в направлении Ново-Троицкое
- 6-я гвардейская механизированная бригада, 14-й истребительно-противотанковый артиллерийский полк: в направлении опорного пункта в н.п. Стыла.
- 5-я гвардейская механизированная бригада — второй эшелон 6-й гвардейской бригады, направление на Волноваху.

Силы противника:
- 294-й пехотная дивизия.

9 октября 1943 года после короткой артподготовки подразделения пошли в атаку. За 10 часов соединения продвинулись на 40 км в глубину обороны, встретив упорное сопротивление у сильно укреплённой ж/д станции Волноваха. К 12.00 10 сентября Волноваха была занята. Из воспоминаний участника штурма, командира взвода, младшего лейтенанта Максименко С. Е.:

…"Мне, во главе взвода, пришлось брать опорный огневой пункт врага на ж.д. станции Волноваха. Задача была трудной, пункт врага простреливал подходы к станции полемётно-автоматным огнём и противотанковым орудием, не давая продвинуться нашей пехоте.
При проведении мной разведки опорного пункта, через местного жителя, ранее работающего на теплотрассе было установлено, что к опорному пункту врага можно выйти по туннелю теплотрассы.
Я подобрал 2 отделения — 15 человек бойцов, и по тоннелю теплотрассы подрывная группа вышла в тыл опорного пункта. Используя гранаты и толовые шашки, мы подорвали опорный пункт и уничтожили 17 солдат находившихся внутри бункера. Нами было взято 3 ручных пулемёта и одно противотанковое орудие.
Все солдаты моей группы были награждены орденами и медалями, командир подрывной группы сержант Павлов получил орден Красной Звезды а бойцы его группы медали за отвагу." — Личный дневник
За взятие Волновахи 5-я и 6-я гвардейские бригады были удостоены почётного наименования «волновахская», и получена благодарность Верховного Главнокомандующего. После этих боёв 2-й гвардейский корпус был отведён в резерв 2-й гвардейской армии.

### Конец войны
После пребывания в резерве корпус был включён в состав 46-й армии (2-й Украинский фронт).
Участвовал в Венской наступательной операции.
В июле 1945 года 2-й гвардейский механизированный корпус был преобразован во 2-ю гвардейскую механизированную дивизию.

### В составе действующей армии
- с 15.12.1942 по 06.05.1944
- с 29.09.1944 по 11.05.1945

## Состав корпуса
В разное время в состав корпуса входили следующие формирования:
- управление
- 4-я гвардейская механизированная Бериславская Краснознамённая ордена Кутузова бригада[11];
  - 23-й гвардейский танковый ордена Кутузова и Богдана Хмельницкого полк;
- 5-я гвардейская механизированная Волновахская Краснознамённая ордена Суворова бригада[12];
  - 24-й гвардейский танковый полк;
- 6-я гвардейская механизированная Волновахская дважды Краснознамённая ордена Суворова бригада[12];
  - 25-й гвардейский танковый орденов Кутузова и Богдана Хмельницкого полк;
- 37-я гвардейская танковая Никопольская Краснознамённая ордена Суворова бригада[13];
- 20-й отдельный гвардейский танковый полк (до мая 1943 г.);
- 21-й отдельный гвардейский танковый полк (в мае 1943 г. переформирован в 37-ю гвардейскую танковую бригаду);
- 22-й отдельный гвардейский танковый полк (в составе корпуса до июля 1943 года);
- 510-й отдельный танковый батальон (с 24 августа 1943);
- 30-й отдельный гвардейский тяжёлый танковый Брестский Краснознамённый ордена Богдана Хмельницкого полк прорыва[14];
- 251-й гвардейский самоходно-артиллерийский орденов Кутузова и Александра Невского полк;
- 1509-й самоходно-артиллерийский ордена Красной Звезды полк;
- 1892-й самоходно-артиллерийский полк с 27 августа 1943 по 22 сентября 1943
- 117-й гвардейский артиллерийский полк (до июня 1943 года);
- 524-й миномётный орденов Александра Невского и Богдана Хмельницкого полк;
- 159-й зенитный артиллерийский ордена Богдана Хмельницкого полк;
- 54-й отдельный гвардейский истребительно-противотанковый дивизион;
- 408-й отдельный гвардейский миномётный ордена Александра Невского дивизион;
- 61-й отдельный гвардейский пулемётный батальон;
- 50-я отдельная гвардейская разведывательная рота;
- 56-й отдельный медико-санитарный батальон;
- отдельный гвардейский учебный стрелковый батальон;
- 1-й отдельный автотранспортный батальон подвоза ГСМ;
- 49-я отдельная гвардейская рота химической защиты;
- 3-й полевой хлебозавод;
- 99-й отдельный мотоциклетный Николаевский[15] орденов Богдана Хмельницкого и Красной Звезды батальон;
- 76-й отдельный гвардейский батальон связи;
- 55-й отдельный гвардейский сапёрный батальон;
- 58-й отдельный ремонтно-восстановительный батальон (05.01.1945 — Переформирован в 553-ю ПТРБ и 554-ю ПАРБ);
- 553-я полевая танкоремонтная база, с 05.01.1945;
- 554-я полевая авторемонтная база, с 05.01.1945;
- 1-й отдельный автотранспортный батальон подвоза ГСМ, 15.05.1943 переименован в 357-ю отдельную автотранспортную роту подвоза ГСМ;
- 61-е авиационное звено связи (с 12.05.1943 по 06.06.1943);
- 4-е авиационное звено связи (с 06.06.1943 по 01.03.1944);
- 62-е авиационное звено связи (с 01.03.1944);
- 6-й полевой автохлебозавод;
- 241-я полевая касса Госбанка;
- 2347-я военно-почтовая станция.

## Подчинение
| Дата            | Фронт (округ)        | Армия                          |
| --------------- | -------------------- | ------------------------------ |
| 01.12.1942 года | Резерв Ставки ВГК    | 2-я гвардейская армия          |
| 01.01.1943 года | Южный фронт          | 2-я гвардейская армия          |
| 01.03.1943 года | Южный фронт          |                                |
| 01.04.1943 года | Южный фронт          | 2-я гвардейская армия          |
| 01.11.1943 года | 4-й Украинский фронт | 2-я гвардейская армия          |
| 01.01.1944 года | 4-й Украинский фронт |                                |
| 01.03.1944 года | 3-й Украинский фронт |                                |
| 01.06.1944 года | Резерв Ставки ВГК    |                                |
| 01.10.1944 года | 2-й Украинский фронт |                                |
| 01.12.1944 года | 2-й Украинский фронт | 46-я армия                     |
| 01.01.1945 года | 3-й Украинский фронт |                                |
| 01.03.1945 года | 2-й Украинский фронт | 46-я армия                     |
| 01.05.1945 года | 2-й Украинский фронт | 6-я гвардейская танковая армия |

## Командование корпуса

### Командиры корпуса
- Свиридов, Карп Васильевич (15.10.1942 — 11.05.1945), гвардии генерал-майор, гвардии генерал-лейтенант танковых войск[17]

### Начальники штаба корпуса
- Криславский, Михаил Менделевич (10.1942 — 03.1944), гвардии полковник;[18]
- Мазур, Иван Пантелеевич (03.1944 — 08.1944), гвардии полковник;[19]
- Лямцев, Анатолий Семёнович (08.1944 — 06.1945), гвардии полковник[20];
- Абросимов, Глеб Николаевич, гвардии подполковник[21]

### Заместитель командира по политической части
- Сигунов, Александр Емельянович (11.11.1942 — 19.01.1943), гвардии полковой комиссар, гвардии полковник;[22]
- Макеев, Дмитрий Егорович (19.01.1943 — 16.06.1943), полковник[23]

### Начальники политотдела
с июня 1943 года — заместитель командира по политической части:
- Макеев Дмитрий Егорович (11.11.1942 — 19.01.1943), гвардии полковой комиссар, гвардии полковник;
- Лукин, Фёдор Алексеевич (29.01.1943 — 01.09.1943), гвардии полковник;
- Моисеев, Михаил Фёдорович (01.09.1943 — 30.07.1945), гвардии полковник[23]

## Награды
| Награда, наименование                | Дата награждения                                                        | За что получена |
| ------------------------------------ | ----------------------------------------------------------------------- | --- |
| Почётное звание «Гвардейский»        | Приказ Народного комиссара обороны СССР № 00220 от 22 октября 1942 года | По-преемственности, от 22-й гвардейской стрелковой дивизии |
| Почётное наименование «Николаевский» | Приказ Верховного главнокомандующего № 076 от 1 апреля 1944 года        | В ознаменование одержанной победы и отличие в боях за освобождение города Николаева |
| Почётное наименование «Будапештский» | Приказ Верховного главнокомандующего № 064 от 5 апреля 1945 года        | В ознаменование одержанной победы и отличие в боях за овладение городом Будапешт |
| Орден Красного Знамени               | Указ Президиума Верховного Совета СССР от 26 апреля 1945 года           | За образцовое выполнение заданий командования в боях с немецкими захватчиками при овладении городами Секешфехервар, Мор, Зирез, Веспрем, Эньинг и проявленные при этом доблесть и мужество                                  |
| Орден Суворова II степени            | Указ Президиума Верховного Совета СССР от 26 апреля 1945 года           | За образцовое выполнение заданий командования в боях при прорыве обороны немцев в горах Вэртэшхэдьшег западнее Будапешта, овладении городами Естергом, Несмей, Фельшегалла, Тата и проявленные при этом доблесть и мужество |

## Отличившиеся воины
| Награда | Ф. И.О                           | Должность | Звание                    | Дата награждения                                         | Примечания                       |
| ------- | -------------------------------- | --- | ------------------------- | -------------------------------------------------------- | -------------------------------- |
|         | Гальперн Владимир Иванович       | командир взвода танков КВ-122 30-го отдельного гвардейского тяжёлого танкового полка.                                  | гвардии старший лейтенант | 24 марта 1945 года                                       | Погиб в бою 25 декабря 1944 года |
|         | Гребенский, Сергей Иванович      | старший сержант, механик-водитель самоходной артиллерийской установки СУ-76 1509-го самоходного артиллерийского полка. | старший сержант           | 15 мая 1946 года                                         |                                  |
|         | Гридин, Вениамин Захарович       | командир 1-го мотострелкового батальона 4-й гвардейской механизированной бригады.                                      | гвардии старший лейтенант |                                                          |                                  |
|         | Евсюков, Николай Павлович        | командир 2-й стрелковой роты, 2-го мотострелкового батальона, 6-й гвардейской механизированной бригады.                | гвардии старший лейтенант | 24 марта 1945 года                                       | Погиб в бою 3 ноября 1944 года   |
|         | Елагин, Александр Николаевич     | командир самоходной артиллерийской установки СУ-85 251-го гвардейского самоходного артиллерийского полка.              | гвардии лейтенант         | 15 мая 1946 года                                         |                                  |
|         | Каневский, Александр Денисович   | командир взвода БТР разведывательной роты 6-й гвардейской механизированной бригады.                                    | гвардии младший лейтенант | 3 июня 1944 года                                         |                                  |
|         | Корбут, Пётр Юлианович           | командир 37-й гвардейской танковой бригады.                                                                            | гвардии полковник         | 19 марта 1944 года                                       | Погиб в бою 4 февраля 1944 года  |
|         | Краснокутский, Алексей Андреевич | командир стрелкового отделения 2-го мотострелкового батальона 4-й гвардейской механизированной бригады.                | гвардии старшина          | 15 мая 1946 года                                         |                                  |
|         | Лагутин, Михаил Александрович    | командир 1509-го самоходного артиллерийского полка.                                                                    | подполковник              | 24 марта 1945 года                                       | Погиб в бою 4 ноября 1944 года   |
|         | Пинчук, Тимофей Зиновьевич       | заместитель командира 23-го гвардейского танкового полка 4-й гвардейской механизированной бригады.                     | гвардии подполковник      | 15 мая 1946 года                                         | Погиб в бою 25 апреля 1945 года  |
|         | Полещиков, Николай Иванович      | командир отделения сапёрного взвода 4-й гвардейской механизированной бригады                                           | красноармеец              | 3 июня 1944 года                                         | умер от ран 13 ноября 1944 года  |
|         | Рой, Алексей Хрисанфович         | помощник командира взвода разведроты 6-й гвардейской механизированной бригады.                                         | гвардии старшина          | 15 мая 1946 года                                         |                                  |
|         | Свиридов, Карп Васильевич        | командир корпуса | гвардии генерал-лейтенант | 28 апреля 1945 года                                      |                                  |
|         | Сулин, Семён Илларионович        | заместитель командира по политической части 1509-го самоходного артиллерийского полка.                                 | гвардии майор             | 24 марта 1945 года                                       | Погиб в бою 4 ноября 1944 года   |
|         | Сурошников, Михаил Матвеевич     | командир 57-мм артиллерийской батареи 3-го мотострелкового батальона 6-й гвардейской механизированной бригады.         | гвардии лейтенант         | 28 апреля 1945 года                                      |                                  |
|         | Суханов, Виталий Фёдорович       | командир взвода бронетранспортёров разведроты 4-й гвардейской механизированной бригады.                                | гвардии старший лейтенант | 15 мая 1946 года                                         |                                  |
|         | Тарасов, Евгений Петрович        | командир взвода разведки танков Т-34 23-го гвардейского танкового полка 4-й гвардейской механизированной бригады.      | гвардии старший лейтенант | 15 мая 1946 года                                         | Погиб в бою 24 марта 1945 года   |
|         | Тепляков, Дмитрий Антонович      | командир батареи 251-го гвардейского самоходного артиллерийского полка.                                                | гвардии капитан           | 15 мая 1946 года                                         | Погиб в бою 3 мая 1945 года      |
|         | Тимошенко, Фёдор Акимович        | командир танкового взвода Т-34 23-го гвардейского танкового полка 4-й гвардейской механизированной бригады.            | гвардии старший лейтенант | 15 мая 1946 года                                         | Погиб в бою 20 марта 1945 года   |
|         | Шляков, Иван Дмитриевич          | командир танкового взвода Т-34 23-го гвардейского танкового полка 4-й гвардейской механизированной бригады.            | гвардии лейтенант         | 28 апреля 1945 года                                      | Погиб в бою 5 января 1945 года   |
|         | Инжинов, Константин Иванович     | командир бронетранспортёра роты бронетранспортёров 99-го отдельного гвардейского мотоциклетного батальона.             | гвардии старшина          | 15 мая 1945 года                                         |                                  |
|         | Лапин, Трофим Якимович           | механик-водитель танка 1-й танковой роты 1-го танкового батальона 37-й гвардейской танковой бригады.                   | гвардии сержант           | 15 мая 1946 года                                         |                                  |
|         | Онянов, Никита Алексеевич        | механик-водитель танка Т34/85 1-го танкового батальона 37-й гвардейской танковой бригады.                              | гвардии старший сержант   | 15 мая 1946 года                                         |                                  |
|         | Стрепенюк, Сергей Илларионович   | командир бронетранспортёра разведывательной роты 6-й гвардейской механизированной бригады.                             | гвардии старшина          | 15 мая 1946 года                                         |                                  |
|         | Халитов, Рустэм Касимович        | механик-водитель танка Т34/35 1-го танкового батальона 37-й гвардейской танковой бригады.                              | гвардии старшина          | перенагражден орденом Славы 1 степени 31 марта 1956 года |                                  |